# 摩天大樓 (2018年電影)
是一部2018年美國動作驚悚片，由勞森·M·托波執導和編劇，巨石強森監製兼主演；其他主演包括妮芙·坎貝爾、黃經漢、羅蘭·穆勒、帕布羅·薛伯、文峰、諾亞·泰勒和昆凌。拍攝於2017年9月起在加拿大溫哥華進行。該片由環球影業定於2018年7月13日在美國上映。

## 劇情
前美國海軍兼聯邦調查局人質拯救隊長威爾·索耶，一次任務中沒能勸降匪徒而導致他引爆炸彈背心，不但人質犧牲、連他自己都受爆炸波及而失去左腿。他裝上義肢並退伍後，跟治療過他的女軍醫莎拉相愛，結婚後有兩個孩子喬吉雅和亨利。十年後，威爾在老同事班·吉萊斯比的介紹下與家人搬到香港定居，來到香港剛完工的摩天大樓「明珠塔」擔任安全顧問。明珠塔由香港科技大亨趙隆基投資建造，有3500英呎和225層樓高，現已成為世界第一高的摩天大樓，只需要威爾的安全鑑定通過就能對公眾開放上層的住宅區。威爾審核過整棟大樓完善的滅火裝置和安全系統後，認為萬無一失而允許趙隆基開放上層區。趙隆基對威爾表示信心，交給他一台能遠程控制整棟樓安全系統的平板電腦，其只能靠威爾的面部識別才能登錄。
威爾和班搭渡輪前往明珠塔對岸的遠程控制中心時，威爾的包包被一名小偷搶跑，而班將威爾帶回家包紮傷口時，卻發現原本會被偷的平板被威爾放在身上。班不久後突然掏出槍表示自己為恐怖分子工作，試圖搶走平板卻被威爾反制且擊中胸口，臨死前叫威爾趕緊離開。恐怖分子随即趕到，威爾剛從後窗逃跑，女領隊小夏搶走他的平板，並且靠威爾的臉登錄明珠塔的系統。而以寇瑞斯·波薩率領的恐怖分子潛入明珠塔內部，開始在96層實施縱火，和闖入遠程控制中心的小夏裡應外合關閉所有滅火系統，讓火勢開始失控般的往上竄。趙隆基原本對自己大樓的安全系統充滿信心，但見自己失去系統登錄權限後只好安排撤離。在下層，莎拉當天原本陪兩個兒女去動物園玩，但因亨利吃壞肚子而迫使一家人先回到明珠塔，導致她們受困於火災現場。
香港警務處的吳督察率領的緊急隊伍到場支援，安排滅火過程中也派警察追捕逃亡在外的威爾。被當成嫌犯的威爾得知妻兒都被困在明珠塔裡後，只好擺脫警察並冒險爬上離塔最近的施工用起重機，最後縱身一跳而幸運地爬回大樓內部尋找家人。當趙隆基準備全員搭上私人直升機撤離時，身為恐怖分子之一的保險經紀皮爾斯，跟來到頂樓的波薩等人共同殺死所有保全後抓獲趙隆基。波薩原本準備搭上直升機撤離，保安隊長奧傑奇死前槍殺駕駛員而使直升機墜毀，也使趙隆基逃跑並躲回自己的頂層公寓。由於公寓外門堅固且使用獨立系統，造成波薩無法打開門，但當他得知威爾回到大樓裡時，有意想讓他來幫自己開門而派皮爾斯到下層去抓威爾的家人。威爾及時趕到家人身邊並將皮爾斯踢下樓掉進火海，他讓莎拉和亨利坐進電梯裡切斷纜繩，讓他們下墜至一樓前及時拉動限速器而獲救。
喬吉雅跟家人走散後困在上方且被恐怖分子追趕，威爾雖然及時救下她，但父女倆一起被波薩抓獲。波薩用喬吉雅性命要挾威爾想辦法打開門抓回趙隆基，隨後挾持著喬吉雅前往頂樓，無從選擇的威爾被迫再次冒險往外墻爬，到大樓中心的巨大渦輪發動機內部打開子程序面板，打開門後及時回去到裡面找到趙隆基。趙隆基坦承他建造大樓時屢次受波薩敲詐，因此在用電子匯款付款的過程中植入追蹤程式，由此搜集到波薩所工作的每一位犯罪首腦的洗錢等不法活動；所有資料已經被他存入一個隨身硬碟中，因此迫使波薩安排這次縱火來湮滅人證和物證。
莎拉和亨利獲救後向吳督察澄清威爾不是恐怖分子，同時協助警方指認波薩一行人的身份，最後推斷波薩他們即將在塔頂跳傘至河對岸的中環碼頭工地。莎拉跟著吳督察及時趕到碼頭，跟在此接應的小夏的軍隊發生交火，莎拉幫忙制伏小夏後從她手裡取回威爾的平板。在塔頂，威爾帶著趙隆基和硬碟打算向波薩贖回女兒，而趙隆基故意演苦肉計使波薩分心，喬吉雅趁機跑回父親身邊。急切想拿回硬碟的波薩帶人追趕他們，所有人到達塔頂的標誌性球體內部後，當中安置的大量動態捕捉螢幕讓所有人真假難分。威爾殺死大部分波薩的士兵，趙隆基奮力抵抗卻中槍受傷，將唯一的手槍交給威爾去救女兒。波薩這時再度挾持喬吉雅並用一顆手榴彈威脅面前的威爾投降，但後來才發現面前的人還是影像，最後被身後的威爾踢下樓，直接被自己的手榴彈炸死。
威爾和喬吉雅父女團圓不久，火勢卻竄到頂樓而讓他們無處可逃，所幸得到平板的莎拉將整棟樓的安全系統重啟，恢復滅火系統才撲滅整棟樓的火勢。救援直升機來到接走威爾三人，趙隆基表示他接下來要向警方上交硬碟並重建明珠塔。直升機到達维多利亚港對岸後，威爾和莎拉一家人終於團圓，一家人在圍觀市民的歡呼聲中離開現場。

## 演員
| 演員                          | 角色                       | 備註 |
| 巨石強森 Dwayne Johnson       | 威爾·索耶 Will Sawyer      | 前聯邦調查局人質拯救隊的隊長，因受傷並失去左腿而退伍，現在負責摩天大樓「明珠塔」安保系統以及保護他家人的安全。         |
| 妮芙·坎貝爾 Neve Campbell     | 莎拉·索耶 Sarah Sawyer     | 前軍醫，在威爾十年前任務受傷時救治過他，後來相愛並成為他的妻子，跟著他來到香港並入住明珠塔。                   |
| 黃經漢 Chin Han               | 趙隆基 Zhao Long Ji        | 香港最富有的創業家，明珠塔的投資人兼建造者，手中握有一些犯罪集團的證據而被恐怖份子追殺。                       |
| 羅蘭·穆勒 Roland Møller       | 寇瑞斯·波薩 Kores Botha    | 來自斯堪的納維亞的恐怖份子首腦，負責犯罪集團的勒索工作，這次來香港為了湮滅趙隆基掌握的證據，對明珠塔實施縱火。 |
| 帕布羅·薛伯 Pablo Schreiber   | 班·吉萊斯比 Ben Gillespie  | 威爾的多年同事兼好友，十年前同樣在任務中受傷退伍，從此對威爾懷有嫉妒和憎恨感，選擇出賣朋友且協助波薩。         |
| 諾亞·泰勒 Noah Taylor         | 皮爾斯先生 Mr. Pierce      | 明珠塔的保險經紀人，實為波薩手底下的恐怖份子之一。                                                             |
| 文峰 Byron Mann               | 吳督察 Inspector Wu        | 香港警務處高級督察，負責指揮明珠塔的救援和調查行動。                                                           |
| 昆凌 Hannah Quinlivan         | 夏 Xia                     | 華裔恐怖份子，波薩的左右手，負責入侵遠程控制中心以及接應工作。                                                 |
| 麥肯娜·羅伯茲 McKenna Roberts | 喬吉雅·索耶 Georgia Sawyer | 威爾和莎拉的女兒，在火災發生時一度跟家人分開。                                                                 |
| 諾亞·科特雷 Noah Cottrell     | 亨利·索耶 Henry Sawyer     | 威爾和莎拉的兒子，患有哮喘。                                                                                   |
| 亞卓安·荷摩斯 Adrian Holmes   | 阿賈尼·奧傑奇 Ajani Okeke  | 趙隆基的私人保全隊長。                                                                                         |
| 馬泰 Tzi Ma                   | 沈署長 Fire Chief Shen     | 香港消防署長，負責明珠塔火災的救援工作。                                                                       |

## 製作
2016年5月26日，傳奇影業宣布已從競標中獲得了《摩天大樓》的版權，且將由巨石強森主演；該片被形容為「中國版《終極警探》」。勞森·M·托波被聘來擔任導演和編劇，該片由監製波·弗林的Flynn Picture Company和強森的Seven Bucks Productions所製作，而環球影業則負責發行。2017年6月22日，據傳妮芙·坎貝爾已簽約參演該片；此外，強森在片中將飾演一名前FBI人質救援隊的領導人兼退伍軍人，他負責保護摩天大樓的安全。2017年7月，黃經漢和帕布羅·薛伯加入演出。2017年8月，文峰和昆凌也確認參演，且在幾天後，《綜藝》證實，諾亞·泰勒已簽約出演該片。2017年8月22日，羅蘭·穆勒加入擔任主演之一。
主體拍攝於2017年8月14日在加拿大英屬哥倫比亞省溫哥華開始進行。

## 發行

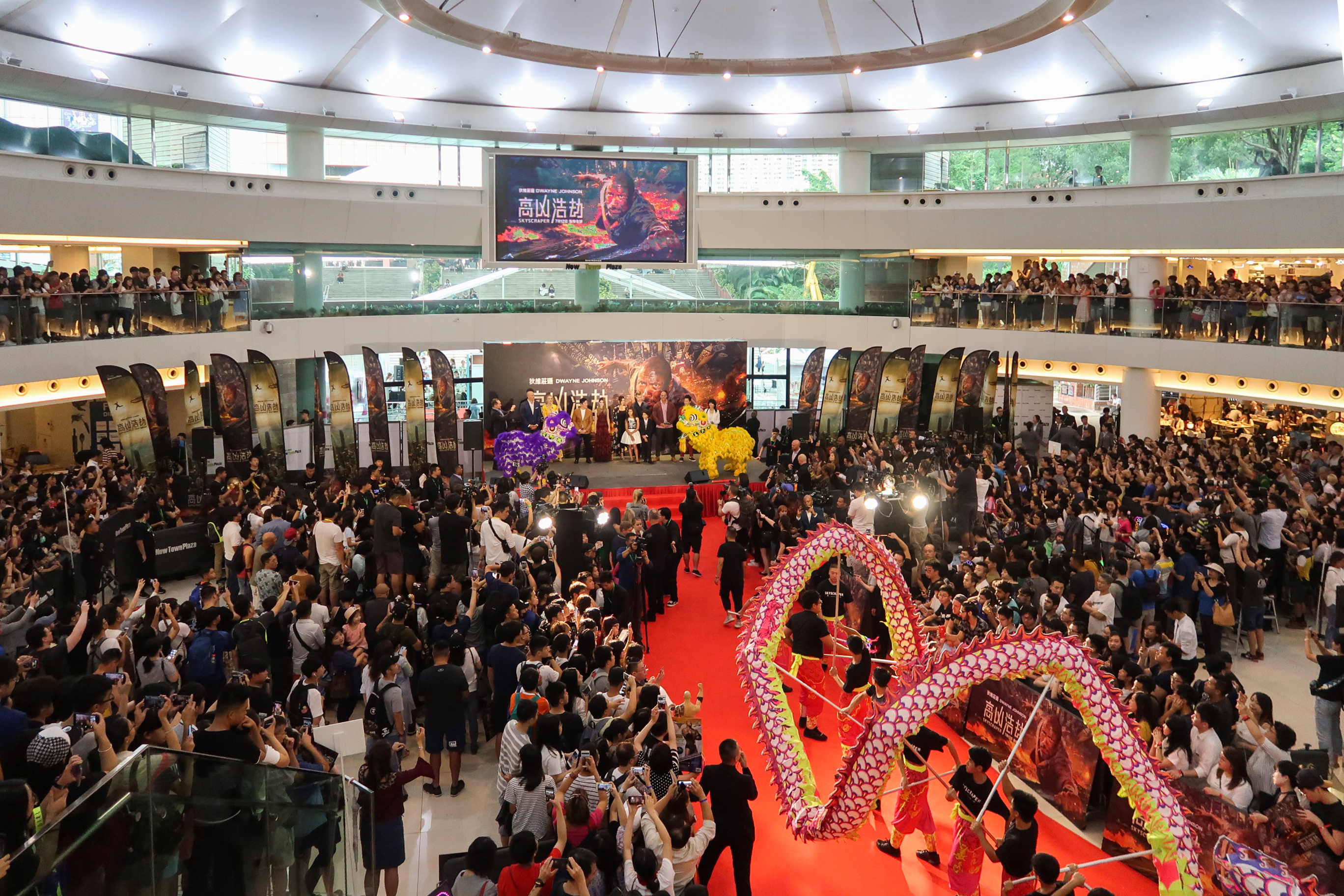
《高凶浩劫》在2018年7月7日於香港新城市廣場舉行首映禮。

在美國，《摩天大樓》由環球影業排定於2018年7月13日上映。首支預告於美國時間2018年2月4日周日於第52屆超級盃釋出。

## 反響

### 評價
本片獲得了多數的負評。爛番茄上持有48%的新鮮度，平均得分5.20／10，觀眾新鮮度為68%，平均得分3.83／5，在Metacritic上，電影獲得了51分。據CinemaScore調查，觀眾的評價在A+至F間落於「B+」。

### 票房
北美方面，《摩天大樓》與《尖叫旅社3：怪獸假期》及擴大上映的《抱歉打擾你》同天上映並競爭，分析師預估《摩天大樓》在首週能從3782間戲院中獲得約3200萬至4000萬美元的票房。但《摩天大樓》在週四晚間進取得僅195萬美元（輸給強森的4月電影《毀滅大作戰》之240萬美元）並在第一天取得930萬美元，這使首週的預估值降低至2400萬美元。該片的美國首週票房最終開出了2490萬美元，位居當週第三，輸給《尖叫旅社3：怪獸假期》及《蟻人與黃蜂女》。Deadline Hollywood網站認為，《摩天大樓》的表現之所以不佳，主因歸於觀眾早已在別部片看過片中的情節，且7月這個上映檔期是處於相當擁擠的夏季電影高峰，以及可能是因過於頻繁地看見巨石強森的電影而使人感到厭倦（雖然該網站發現有72%的觀眾是因為強森才買了《摩天大樓》的票）。
台灣方面，首週四天票房為新台幣6130萬元；次週票房累計至新台幣1.31億元；第三週票房累計至新台幣1.62億元；第四週票房累計至新台幣1.78億元；最終全台票房為新台幣1.87億元。
香港方面，雖然該片以香港為背景，但首週仍不敵開畫第二週的《蟻俠2：黃蜂女現身》，以1090萬港元屈居當週亞軍。
| 上一届： 《蟻人與黃蜂女》 | 2018年台北週末票房冠軍 第28-29週 | 下一届： 《不可能的任務：全面瓦解》 |

## 外部連結
- 互联网电影数据库（IMDb）上《摩天大樓》的资料（英文）
- 爛番茄上《摩天大樓》的資料（英文）
- Box Office Mojo上《摩天大樓》的資料（英文）
- AllMovie上《摩天大樓》的资料（英文）
- Metacritic上《摩天大樓》的資料（英文）
- 開眼電影網上《摩天大樓》的資料（繁體中文）
- 豆瓣电影上《摩天大樓》的資料 （简体中文）
- 时光网上《摩天大樓》的資料（简体中文）